# Хлеб и соль (роман)
«Хлеб и соль» — исторический роман Михаила Стельмаха, состоящий из 3 частей, написан им в 1959. Роман рассказывает о событиях в одном прикарпатском селе во время революции 1905 года. В 1970 году был снят фильм по роману.

### Сюжет
Действие происходит перед революцией 1905 года в одном из сёл Прикарпатья. В романе рассказывается об угнетении народа панами и о борьбе народа против них. Главным героем романа является народ. В романе показываются все угнетения, страдания, боль народа и вера народа в счастливое будущее.

### Структура романа
Роман состоит из 3 частей:
- Первая часть — Разрушенные гнёзда
- Вторая часть — Лебединая песня
- Третья часть — Когда плачут боги

### Перевод на русский язык
Роман несколько раз издавался на русском языке в переводе В. Россельса. Первое издание вышло в 1960 году в издательстве «Советский писатель».

### Фильм
В 1970 году в СССР был выпущен фильм по роману Михаила Стельмаха «Хлеб и соль» с аналогичным названием.

### Награды
1961 — Ленинская премия